# Gouvernement Hansson III
Gouvernement du royaume de Suède
Hansson II Hansson IV
Le gouvernement Hansson III est à la tête du royaume de Suède de 1939 à 1945, durant toute la Seconde Guerre mondiale.

## Histoire
L'éclatement de la Seconde Guerre mondiale en septembre 1939 entraîne la création d'un gouvernement d'unité nationale (samlingsregeringen en suédois) autour du ministre d'État social-démocrate Per Albin Hansson. Ce gouvernement réunit des sociaux-démocrates (S), ainsi que des membres de la Ligue des Fermiers (Bf), du Parti du peuple (FP) et du Parti de la droite (H). Tous les partis représentés au Riksdag participent ainsi à ce gouvernement, hormis le Parti communiste (pro-soviétique) et le Parti socialiste.

## Composition
- Ministre d'État : Per Albin Hansson (S)
- Ministre de la Justice : Karl Gustaf Westman (Bf) jusqu'au 30 août 1943, puis Thorwald Bergquist (FP)
- Ministre des Affaires étrangères : Christian Günther (en) (sans étiquette)
- Ministre de la Défense : Per Edvin Sköld (S)
- Ministre des Affaires sociales : Gustav Möller (S)
- Ministre des Communications : Gustaf Andersson i Rasjön (FP) jusqu'au 30 septembre 1944, puis Fritiof Domö (H)
- Ministre des Finances : Ernst Wigforss (S)
- Ministre des Affaires ecclésiastiques : Gösta Bagge (H) jusqu'au 15 décembre 1944, puis Georg Andrén (H)
- Ministre de l'Agriculture : Axel Pehrsson-Bramstorp (Bf)
- Ministre du Commerce extérieur : Fritiof Domö (H) jusqu'au 7 mars 1941, puis Herman Eriksson (S) jusqu'au 30 septembre 1944, puis Bertil Ohlin (FP)
- Ministre de l'Économie nationale : Herman Eriksson (S) jusqu'au 7 mars 1941, puis Axel Gjöres (S)
- Ministre sans portefeuille : Nils Quensel (sans étiquette) jusqu'au 11 octobre 1940, puis Edgar Rosander (sans étiquette) jusqu'au 30 septembre 1944, puis Gunnar Danielson (S)
- Ministre sans portefeuille : Thorwald Bergquist (Fp) jusqu'au 30 août 1943, puis Nils Quensel (sans étiquette)
- Ministre du Carburant : Fritiof Domö (H) du 7 mars 1941 au 30 septembre 1944, puis Axel Rubbestad (Bf)
- Questions aux ministères des Finances et de la Défense : Knut G. Ewerlöf (H) à partir du 7 mars 1941
- Ministre de la Défense civile : Axel Rubbestad (S) du 30 août 1943 au 30 septembre 1944
- Ministre de la Défense civile et ministre adjoint des Affaires sociales : Tage Erlander (S) à partir du 30 septembre 1944